# Athetis sparna
Athetis sparna là một loài bướm đêm trong họ Noctuidae.